# Boraxvinsten
Boraxvinsten (Tartarus boraxatus) är ett vitt hygroskopiskt pulver med sur smak som är beskrivet i Svenska farmakopén.
Boraxvinsten framställs genom att blanda en del borax, två delar dikaliumtartrat och fem delar vatten och indunsta lösningen.
Boraxvinsten användes tidigare som läkemedel då det är laxerande och urindrivande.